# U 402 (Kriegsmarine)
De U 402 was een Duitse VIIC-type U-boot van de Kriegsmarine tijdens de Tweede Wereldoorlog. Hij stond onder commando van korvetkapitein Baron Siegfried von Fostner. 

## GebeurtenisU 402
7 september 1943 - Op die dag raakte de U 402 met zijn boordmitrailleurs een van de twee aanvallende Vickers Wellington-bommenwerpers (Squadron 172/D) zodanig, dat hij brandend moest terugkeren naar zijn basis. Daar aangekomen crashte het vliegtuig op het land. De U 402 kon aan het andere aanvallende vliegtuig ontsnappen door snel onder water te duiken.

## Ondergang
De U 402 werd tot zinken gebracht op 13 oktober 1943, in het midden van de Noord-Atlantische Oceaan, in positie 48° 56′ 0″ NB, 29° 41′ 0″ WL door een akoestische torpedo (Fido) van een Grumman TBF Avenger torpedobommenwerper en een begeleidend Grumman F4F Wildcat jachtvliegtuig van het squadron VC-9 van het Amerikaanse escorte-vliegkampschip USS Card (CVE-11). Baron en korvetkapitein Siegfried von Fostner en zijn vijftigkoppige bemanning lieten hierbij het leven.